# 千田絵民
千田 絵民（せんだ えみ、1996年〈平成8年〉3月23日 - ）は、日本のモデル、タレント。神奈川県横浜市出身。オスカープロモーション所属。

## 来歴・人物
東洋英和女学院大学卒業。大学1年生時に洋服の青山とオスカープロモーションによる「第2回美ジネスマン＆美ジネスウーマンコンテスト」にてグランプリを受賞。2016年には湘南ベルマーレの「ベルマーレクイーン」を務めた。
趣味はカラオケ、カフェ巡り。書道（2段）。中学・高校時代はハンドベル部に入っていた。

## 出演作品

### CM
- 洋服の青山（2015年）[6]
- 中国銀行[7]
- 幸楽苑[8]
- イエローハット[9]
- ユニバーサル・スタジオ・ジャパン「ユニバーサル・スペクタクル・ナイトパレード」（2018年）
- ちゅうぎんカードローン（2022年）[10]

### テレビ番組
- キスマイ超BUSAIKU!?（フジテレビ・2017年12月1日 - 8日未明放送）- マイコ役[11][12]
- スナック 胸キュン1000% ママこの人つれて来た!（BS12 トゥエルビ、2020年）- 準レギュラー（中村静香とも共演）[13]

### 広報大使
- 2016年度ベルマーレクイーン（同期メンバー：大槻瞳、菊田彩乃、荒町紗耶香、沖本光希）[4]

### ウェブドラマ
- 大人の恋愛地図 Supported by 東京カレンダー（2021年11月25日、ABEMA）- あやこ 役